# Bucza

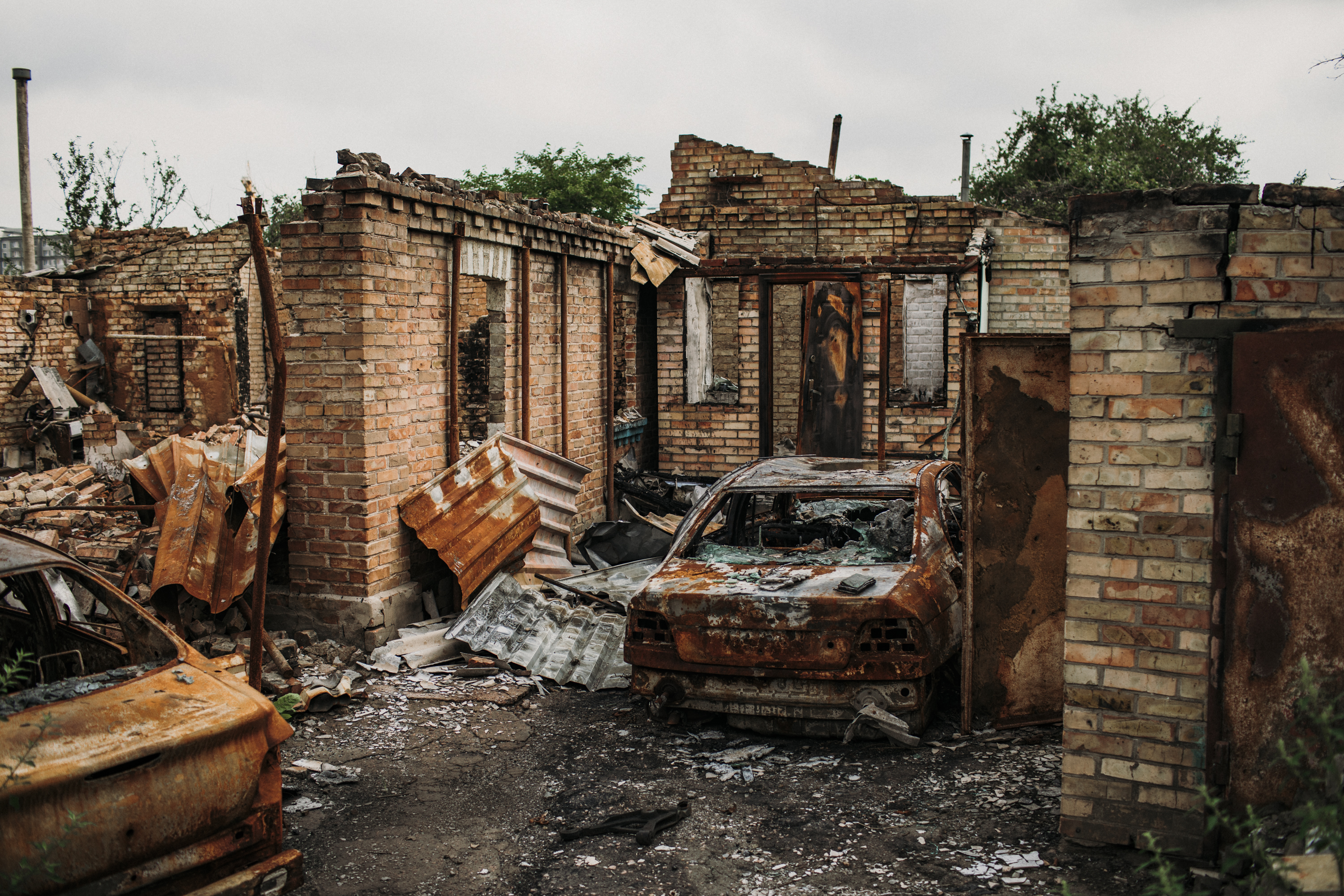
Pozostałości po budynku mieszkalnym na ulicy, gdzie rozegrała się walka między wojskami Rosji i Ukrainy na jednej z głównych ulic Buczy

Bucza (ukr. Буча) – miasto na Ukrainie, w obwodzie kijowskim, siedziba rejonu buczańskiego. W 2020 roku liczyło ok. 36,3 tys. mieszkańców. W 2024 roku liczyło ok. 33,4 tys. mieszkańców.
Bucza leży nad Buczą i Rokaczem, niewielkimi dopływami Irpienia. Przez miasto przebiega droga międzynarodowa M07 (Kijów-Jagodzin).

## Historia
Na miejscu dzisiejszej Buczy istniała wieś Jabłuńka, która była wzmiankowana w 1630 roku jako własność J. Lasoty.
W 1900 roku w pobliżu wsi wybudowano przystanek kolejowy o nazwie Bucza (od nazwy pobliskiej rzeczki), wokół którego zaczęli osiedlać się budowniczowie i pracownicy kolei. Z czasem osada przekształciła się w miejscowość o charakterze wypoczynkowym, gdzie kijowska burżuazja i urzędnicy wznosili swoje domy letniskowe. W 1938 roku Bucza otrzymała status osiedla typu miejskiego.
W październiku 1943 roku w miejscowości znajdowało się stanowisko dowodzenia 1 Frontu Ukraińskiego pod dowództwem generała armii Nikołaja Watutina.
9 lutego 2006 roku Bucza otrzymała prawa miejskie (zmiana weszła w życie 1 stycznia 2007).
Podczas rosyjskiej inwazji na Ukrainę w okresie luty-marzec 2022 roku żołnierze Sił Zbrojnych Federacji Rosyjskiej dokonali zbrodni na ludności cywilnej miejscowości, mordując ponad 400 osób.
Od marca 2022 roku nosi honorowy tytuł Miasta-bohatera Ukrainy.